# Jedidja Ja’ari

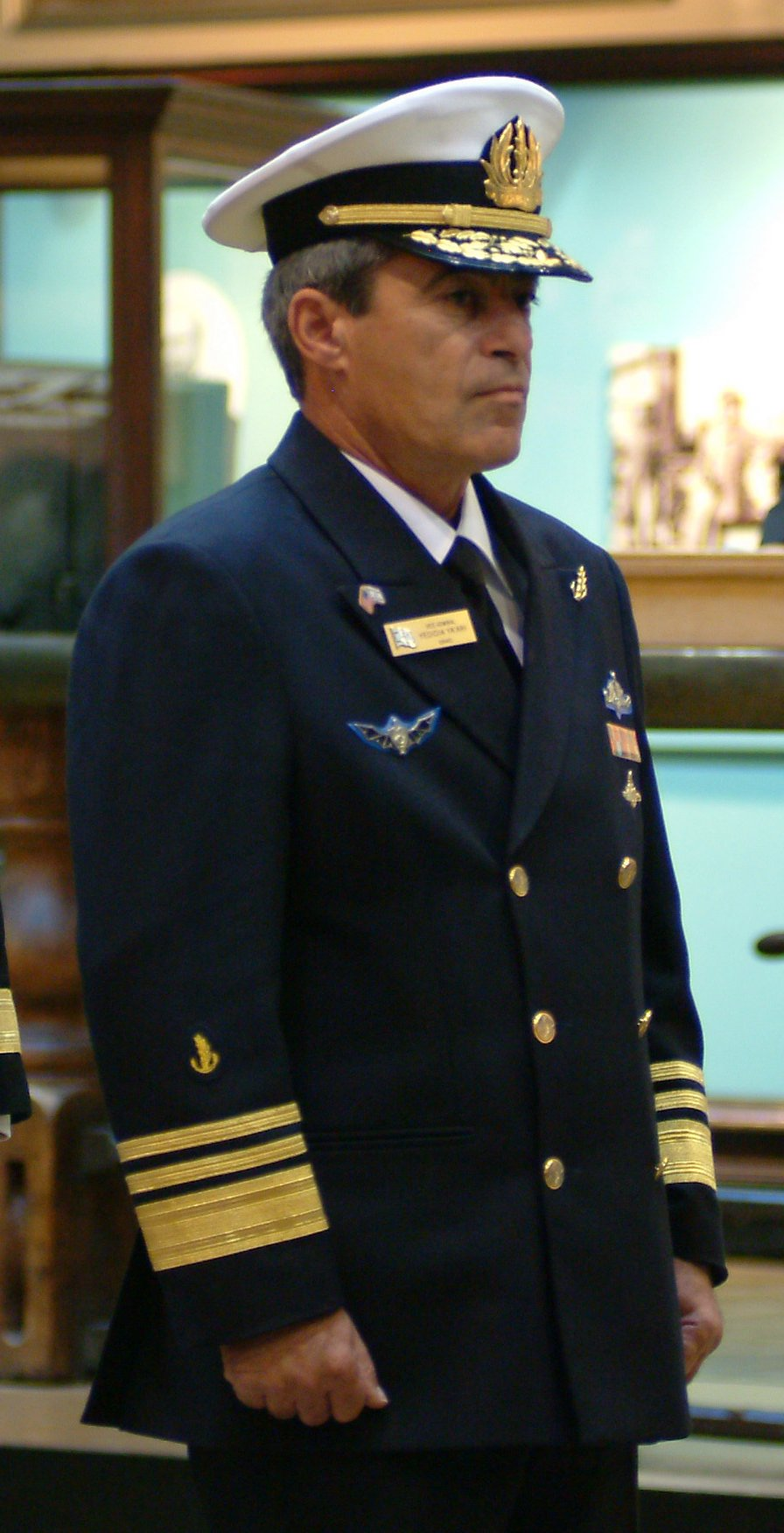
Jedidja Ja’ari im Navy Museum des Washington Navy Yard

Jedidja Ja’ari (hebräisch ידידיה יערי; * 30. Juni 1947) ist ein israelischer Konteradmiral (Aluf). Er war von 2000 bis 2004 der 16. Befehlshaber der israelischen Marine.

## Leben
Im Juli 1969, als er Teil der Kommandoeinheit Schajetet 13 war, wurde er schwer verwundet und während Operation Bulmus 6, einem Angriff auf die befestigte Grüne Insel im Golf von Suez irrtümlicherweise für tot erklärt.
Nachdem er aus dem aktiven Militärdienst ausgeschieden war, arbeitete Ja’ari für drei Jahre als Kameraassistent in den Herzliya Studios. Während des Jom-Kippur-Krieges schloss er sich wieder den IDF an. Ja’ari ist Vorstand des Militärdienstleistungsunternehmens Rafael Advanced Defense Systems Ltd.
Er hat einen Bachelorabschluss in Geschichte des Nahen Ostens von der Universität Haifa und einen Masterabschluss in Öffentlicher Verwaltung von der Harvard University.
Ja’aris Vater Aviezer Ja’ari war General in der israelischen Armee, sein Großvater Meir Ja’ari, war Vorsitzender der Mapam-Partei. Er ist Vater von drei Kindern und lebt in Merhavia.